# Jeff Kinney
Jeff Kinney (ur. 19 lutego 1971) – amerykański pisarz, rysownik, projektant gier online. Napisał między innymi serię książek pt. Dziennik cwaniaczka. W 2009 roku znalazł się na liście „Most Influential People” magazynu Time.

## Książki z seriiDziennik cwaniaczka
- Dziennik cwaniaczka
- Rodrick rządzi
- Szczyt wszystkiego
- Ubaw po pachy
- Przykra prawda
- Biała gorączka
- Trzeci do pary (The Third Wheel, premiera w USA: 13 listopada 2012)
- Dziennik cwaniaczka: Zrób to sam
- Zezowate szczęście
- Droga przez mękę
- Stara Bieda
- Ryzyk Fizyk
- No to lecimy
- Jak po lodzie
- Totalna demolka
- Zupełne dno
- Krótka piłka
- Więcej czadu
- Główka pracuje
- Niezły klops

## Filmografia
- Dziennik cwaniaczka (2010)
- Dziennik cwaniaczka 2: Rodrick Rządzi (2011)
- Dziennik cwaniaczka 3 Ubaw po pachy (2012)
- Dziennik cwaniaczka: Droga przez mękę (2017)